# Карев, Андрей Александрович
Андре́й Алекса́ндрович Ка́рев (род. 2 июня 1950, Псков) — российский искусствовед, специализирующийся на русском портрете второй половины XVIII века. Преподаёт на отделении истории и теории искусства исторического факультета МГУ. Доктор искусствоведения, профессор.

## Биография
Окончил отделение истории и теории искусства исторического факультета Московского государственного университета имени М. В. Ломоносова (МГУ) в 1976 году. В 1984 году защитил кандидатскую диссертацию «Основные особенности портретной миниатюры в России XVIII века», в 2000 году — докторскую диссертацию «Портретный образ в контексте русской художественной культуры XVIII века: межвидовые проблемы портрета на рубеже барокко и классицизма».
В 1976—1984 годах работал в Музее-усадьбе «Архангельское» старшим научным сотрудником, хранителем фондов, методистом-руководителем экскурсионной и лекционной работы музея.
С 1984 года преподаёт в Московском государственном педагогическом институте имени В. И. Ленина (c 1990 года — Московский педагогический государственный университет), с 2000 года — на отделении истории и теории искусства исторического факультета МГУ. С 2010 года постоянный куратор международной конференции «Актуальные проблемы теории и истории искусства».
Специализацией Карева является русское искусство второй половины XVIII века, в особенности портретный жанр в эпоху Екатерины Великой.

### Книги
- Миниатюрный портрет в России XVIII века / А. А. Карев. — М.: Искусство, 1989. — 256 с. — 30 000 экз. (в пер., суперобл.)
- Юрий Мошкин. Живопись: Каталог выставки. — М., 1990.
- Портретная живопись в России второй половины XVIII века / О. С. Евангулова, А. А. Карев. — М.: Изд-во Моск. ун-та, 1994. — 200, [32] с. — 5000 экз. — ISBN 5-211-02049-9.
- Русское искусство XVIII века: Учебное пособие для студентов педагогических высших учебных заведений, обучающихся по специальности «Изобразительное искусство». М.: Прометей, 1995.- 96 с.
- Программы дисциплин предметной подготовки по специальности «изобразительное искусство и черчение». Для педагогических университетов и институтов. Чёрный В. Д., Дажина В. Д., Карев А. А., Яблонская Т. В., и др. «Наука» Москва, 2000. ISBN 5-89349-277-3
- Классицизм в русской живописи / А. А. Карев. — М.: Белый город, 2003. — 320 с. — 3000 экз. — ISBN 5-7793-0688-5. (в пер., суперобл.)
- Искусство XVIII века в России: Учебное пособие. — М., Прометей, 2004. ISBN 5-7042-1357-X, 192 с.
- Модификации портретного образа в русской художественной культуре XVIII века. М., Прометей, 2006. ISBN 5-7042-1633-1, 220 с.

### Избранные статьи
- Карев А. А. Концепция «природного» и русский портрет на рубеже барокко и классицизма // Натура и культура. Славянский мир. Сб-к / Под. ред. И. И. Свириды. М., 1997. С. 78—85.
- Карев А. А. Образ Екатерины II. Парадный портрет и похвальная ода // Екатерина Великая и Москва (По материалам выставки в Москве) Тезисы докладов научной конференции 6 октября 1997 г. М.: ГТГ, 1997.- 28 с. С. 5-7.
- Карев А. А. Портреты Лосенко. О средствах характеристики модели в эпоху классицизма // Русский классицизм второй половины XVIII начала XIX века / Отв. ред. Г. Г. Поспелов. М.: Изобр. искусство, 1994. — 336 е., ил. С. 93 — 100.
- Карев А. А. Термин «портрет» в речевом обиходе XVIII века // Науч. труды МПГУ. Серия: Гуманитар, науки. М., 1999. С. 432—434.
- Боровиковский-миниатюрист // «…Красоту её Боровиковский спас»: каталог. М.: Государственная Третьяковская галерея, 2008. С. 192—196.
- Образ Александра Невского в русской живописи XVIII—XX вв. Глава в коллективной монографии «Александр Невский. Государь, дипломат, воин». М., 2010. С. 285—314.